# Seznam madžarskih nogometašev
Seznam madžarskih nogometašev.

## A
- Flórián Albert
- István Avar

## B
- Gábor Babos
- Péter Bajzát
- Zoltán Balog
- Zsolt Bárányos
- Ferenc Bene
- Csaba Bernáth
- László Bodnár
- Boldizsár Bodor
- Attila Böjte
- Zoltán Böőr
- Zoltán Bükszegi
- Ákos Buzsáky

## D
- Jenő Dalnoki
- Pál Dárdai
- Lajos Détári
- Bence Deutsch
- Attila Dragóner
- Antal Dunai
- Balázs Dzsudzsák

## E
- László Éger

## F
- Balázs Farkas
- László Fazekas
- Róbert Feczesin
- Csaba Fehér
- Miklós Fehér
- Máté Fenyvesi
- Márton Fülöp
- Ákos Füzi

## G
- Zoltán Gera
- János Göröcs
- Gyula Grosics
- Gyula, Zrínyi Miklós ?
- Gábor Gyepes

## H
- Tamás Hajnal
- Péter Halmosi
- Zoltán Hercegfalvi
- Szabolcs Huszti

## I
- Kálmán Ihász

## J
- György Józsi
- Roland Juhász

## K
- Krisztián Kenesei
- Zsombor Kerekes
- Gábor Király
- Zoltán Kiss
- Sándor Kocsis
- Ádám Komlósi
- Béla Koplárovics
- György Korsós
- Péter Kovács
- Zoltán Kovács
- Attila Kriston
- László Kubala
- Attila Kuttor

## L
- Leandro
- Miklós Lendvai
- Péter Lipcsei
- Krisztián Lisztes
- Zsolt Lőw

## M
- József Magasföldi
- Péter Máté
- Sándor Mátrai
- Balázs Molnár

## N
- Tibor Nagypál
- Norbert Németh
- Balázs Nikolov
- Dezső Novák
- Tibor Nyilasi

## O
- Vilmos Tamás "Willi" Orbán

## P
- Tamás Pető
- Zoltán Pető
- Zoltán Pollák
- Attila Polonkai
- Zsolt Posza
- Ádám Présinger
- Tamás Priskin
- Ferenc Puskás (1927-2006)

## R
- Balázs Rabóczki
- Péter Rajczi
- Gyula Rákosi
- Dénes Rósa
- Henrik Rósa

## S
- Szabolcs Sáfár
- Gusztáv Sebes
- József Sebők
- Péter Simek
- István Soós
- István Sira
- Péter Stark
- Zoltán Stieber
- Imre Szabics
- Tamás Szekeres
- Zoltán Szélesi
- Oszkár Szigeti
- Lajos Szűcs

## T
- Ákos Takács
- Lajos Tichy
- Attila Tököli
- Sándor Torghelle
- András Törőcsik
- András Tóth
- Balázs Tóth
- Mihály Tóth
- Norbert Tóth
- Dániel Tőzsér

## V
- Krisztián Vadócz
- Vilmos Vanczák
- Zoltan Varga
- Zoltán Végh
- Gábor Vincze
- Ottó Vincze
- Géza Vlaszák

## W
- Róbert Waltner